# Aglianico
Aglianico ist eine sehr alte Rebsorte, die hauptsächlich in der Basilikata und in Kampanien angebaut wird.

## Herkunft
Sie wurde vor über 2500 Jahren von den Griechen als vitis hellenica nach Kampanien eingeführt und verbreitete sich von dort nach Apulien und in die Basilicata. Sie gilt als eine der besten Rebsorten Süditaliens und gewinnt mittlerweile auch außerhalb Italiens an Bekanntheit. Erwähnenswert sind dabei Anpflanzungen in Argentinien und Kalifornien (→ Weinbau in Kalifornien mit den Herkunftsbezeichnungen St. Helena AVA und Paso Robles AVA).

## Verbreitung
Rund 13.042 ha Rebfläche (Erhebung 1990) sind mit Aglianico bepflanzt. Die Rebsorte reift etwas früh, liebt tiefgründige Böden und bevorzugt vulkanischen Untergrund. Nach einem langen Vegetationszyklus (bis Ende Oktober/Beginn November) erreicht sie ihr prägnantes Profil. Sie bringt tief rubinrote, körperreiche und gehaltvolle Weine mit intensiven Tanninen und einer kräftigen Säure hervor.
Bedeutende aus Aglianico erzeugte Weine sind beispielsweise die DOC-Weine Aglianico del Vulture (von den vulkanischen Abhängen des Monte Vulture in Basilikata), Molise Aglianico sowie Aglianico del Taburno, der wie der berühmte Taurasi in Kampanien erzeugt wird.

## Ampelographische Sortenmerkmale
- Die Triebspitze ist offen. Sie ist stark wollig behaart.
- Die hellgrünen Jungblätter sind nur leicht behaart.
- Die großen Blätter sind fünflappig und mitteltief gebuchtet. Die Stielbucht ist lyren-förmig geschlossen. Das Blatt ist stumpf gezahnt.
- Die konusförmige Traube ist mittelgroß, geschultert und recht dichtbeerig. Die rundlichen Beeren sind mittelgroß und von blau-schwarzer Farbe.

Reife: spät – reift ca. 35 Tage nach dem Gutedel.

## Eigenschaften
Sie ist anfällig gegen den Falschen Mehltau und die Grauschimmelfäule.

## Wein
Die aus der Aglianicorebe erzeugten Weine benötigen wegen ihres hohen Tanningehalts im Allgemeinen einige Jahre der Reife, um ihre Qualität voll zu entfalten. Eine Ausnahme hiervon stellt der Canneto dar.

## Synonyme
69: Aglianco di Puglia, Aglianica, Aglianica De Pontelatone, Aglianichella, Aglianichello, Aglianico Amaro, Aglianico Calabrese, Aglianico Comune, Aglianico Crni, Aglianico del Vulture, Aglianico di Benevento, Aglianico di Castellaneta, Aglianico di Lapio, Aglianico di Taurasi, Aglianico Femminile, Aglianico Liscio, Aglianico Mascolino, Aglianico Nero, Aglianico Noir, Aglianico Pannarano, Aglianico Trignarulo, Aglianico Tringarulo, Aglianico Verase, Aglianico Zerpoluso, Aglianico Zerpuloso, Aglianicone, Aglianicuccia, Agliano, Agliantica, Agliatica, Agliatico, Agnanico, Agnanico di Castellaneta, Alianiko, Cascavoglia, Cassano, Cerasole, Ellanico, Ellenica, Ellenico, Fiano Rosso, Fresella, Gagliano, Gesualdo, Ghiandara, Ghianna, Ghiannara, Glianica, Gnanica, Gnanico, Granica, Granico, Hellanica, Malvasia, Olivella, Olivella di San Cosmo, Pie di Colombo, Prie Blanc, Ruopolo, Spriema, Tintora, Tintora di Cerinola, Tringarulo, Uva Aglianica, Uva Castellaneta, Uva dei Cani, Uva di Castellaneta, Uva Nera, Zuccherina.